# Neurite óptica
Neurite óptica ou neurite retrobulbar é a inflamação do nervo óptico que pode causar uma perda súbita da visão (geralmente unilateral). Seu quadro clínico costuma se caracterizar pela confluência dos seguintes elementos: (i) sensação de dor na região ocular, agravada no momento da movimentação; (ii) discromatopsia (alteração na percepção e na identificação das cores); e (iii) baixa súbita na acuidadade visual. 
Sua identificação é bastante mais comum em adultos jovens, na faixa etária situada entre 20 e 45 anos. Da mesma forma, atinge especialmente as mulheres. Em inúmeras circunstâncias, o aparecimento da neurite óptica, menos do que uma patologia em si, constitui uma primeira manifestação de Esclerose Múltipla. 
Também pode estar associada ao uso de Etambutol em crianças menores de 10 anos de idade. 
Em síntese, trata-se de um quadro agudo desmielinizante.O nervo óptico é o responsável por levar informação do olho até o cérebro. Sendo associada ou não a doenças sistêmicas, a Neurite óptica é desencadeada por uma reação auto -imune resultando em desmielinização deste nervo, impedindo que a informação seja transmitida de maneira eficaz.
Por último, ressalta-se que o tratamento da neurite óptica é, hoje, objeto controvérsia - ompreendendo-se que em grande parcela dos casos há estabilização equânime do quadro independentemente de qualquer intervenção clínica.